# Španjolski vaterpolski kup
Španjolski vaterpolski kup je vaterpolsko natjecanje za španjolske klubove.

## Pobjednici
- 1986/87.: Club Natació Catalunya
- 1987/88.: Club Natació Catalunya
- 1988/89.: Club Natació Barcelona
- 1989/90.: Club Natació Catalunya
- 1990/91.: Club Natació Barcelona
- 1991/92.: Club Natació Catalunya
- 1992/93.: Club Esportiu Mediterrani
- 1993/94.: Club Natació Catalunya
- 1994/95.: Club Natació Barcelona
- 1995/96.: Club Natació Barcelona
- 1996/97.: Club Natació Catalunya
- 1997/98.: Club Natació Sabadell
- 1998/99.: Club Natació Barcelona
- 1999/00.: Club Natació Atlètic Barceloneta
- 2000/01.: Club Natació Atlètic Barceloneta
- 2001/02.: Club Natació Barcelona
- 2002/03.: Club Natació Barcelona
- 2003/04.: Club Natació Atlètic Barceloneta
- 2004/05.: Club Natació Sabadell
- 2005/06.: Club Natació Atlètic Barceloneta